# بيدرو خوسيه فيغيروا
بيدرو خوسيه فيغيروا (بالإسبانية: Pedro José Figueroa)‏ هو رسام كولومبي، ولد في 1770 في بوغوتا في كولومبيا، وتوفي بنفس المكان في 1838.